# Première expédition de Sumatra
La première expédition de Sumatra est une expédition punitive menée par la marine des États-Unis en 1832 contre le village de Kuala Batee (id) dans l'actuel kabupaten d'Aceh du Sud-Ouest de l'île de Sumatra (Indonésie). L’expédition est une réponse au massacre de l'équipage du navire marchand Friendship of Salem un an plus tôt. La frégate USS Potomac et son équipage vainquent  les forces du sultanat d'Aceh. L'expédition permet de mettre un coup d’arrêt aux attaques depuis Sumatra contre les navires américains pendant six ans ; jusqu'à ce qu'un autre navire soit pillé, entrainant la Seconde expédition de Sumatra en 1838.

## Contexte
Le trois-mâts carré Frienship de 350 tonnes, construit à Portland, dans le Maine en 1815 a été acheté en 1827 par un groupe de  personnes effectuant le commerce du poivre. 
Le capitaine Charles Moses Endicotta mouille l'ancre au large de Quallah Battoo, une ville de Sumatra en 1831. Alors qu'Endicott et d'autres officiers étaient à terre engagés dans le commerce des épices, le premier lieutenant ignore les mesures de sécurité prises par le capitaine, telles que embarquer des malais pendant le chargement du poivre. 
Une fois que les pirates malais ont distrait l'équipage, ils ont capturé le navire, ont assassiné une partie des marins et pillé la cargaison. Le capitaine Endicott et les autres officiers à terre ont essayé de retourner a bord et d’aider sans succès l’équipage, mais ont été empêchés par le nombre supérieur de pirates malais. Ensuite, ils se sont dirigés vers une rade voisine où les se trouvait trois autres navires américains. Une fois que les capitaines de ces navires ont entendu le récit d'Endicott, ils ont levé l'ancre et ont mis les voiles pour tenter de récupérer le Friendship. 
Les secours réussissent à monter à bord avec de petits bateaux et récupère le bâtiment. Le capitaine Endicott rentre à Salem le 16 juillet 1831.
Trois jours après l'arrivée de Friendship à Salem, ses propriétaires ont écrit au président Andrew Jackson pour lui demander d'agir contre les pirates malais à Quallah Battoo. Jackson envoie la frégate USS Potomac pour punir les pirates.